# シテ島
シテ島（シテとう、仏: Île de la Cité）は、フランス・パリの中心部を流れるセーヌ川の中州である。パリ1区及び4区に属し、サン＝ルイ島と並んで、「パリ発祥の地」とも称される。ユリウス・カエサルの『ガリア戦記』では、すでに紀元前1世紀にパリシイ族（Parisii）が住んでいたことが述べられている。

## 概要
東半分が4区に、西半分は1区に属する。
ノートルダム大聖堂とパリ警視庁とパリ市立病院（オテル・デュー・ド・パリ、直訳では「パリの神の館」）がある。病院の名前は、旅の病人を宿泊させ、病になれば看病した教会、巡礼教会からの発展の名残である。近代外科医学の開拓者で、床屋医者の出身でもある外科医アンブロワーズ・パレが勤務していた病院としてもその名が知られている。位置関係は大聖堂が警視庁庁舎と向き合い、警視庁の隣に市立病院。
また、この島はとても狭いので、ここの住民たちは夜も一定の時間を過ぎるとトイレの水は流さない等、互いに気配りしつつ一緒に住んでいくことの不便さを味わってきた。ここから「シテ島に住む者」を表す古仏語：citeain（現代仏語：シトワイヤン citoyen、現代英語：シティズン citizen）の意味が転じ、「市民」という言葉が成立したという（仏語：citéは英語：cityに相当する）。
中世以来からの狭く入り組んだ路地は、19世紀に入りセーヌ川左岸と共に貧民窟化していた。そうした狭く不衛生で入り組んだ空間は、2月革命に見るようなバリケード戦といった民衆騒乱の元となっていた事情も絡み、第二帝政の時代、「パリ改造」が実施されることとなった。手始めにシテ島を含むパリ中心部から"大改造"が行われ、下層民らは、パリの南部から主に北部や東部といった郊外に排除された形で移り住むこととなった。

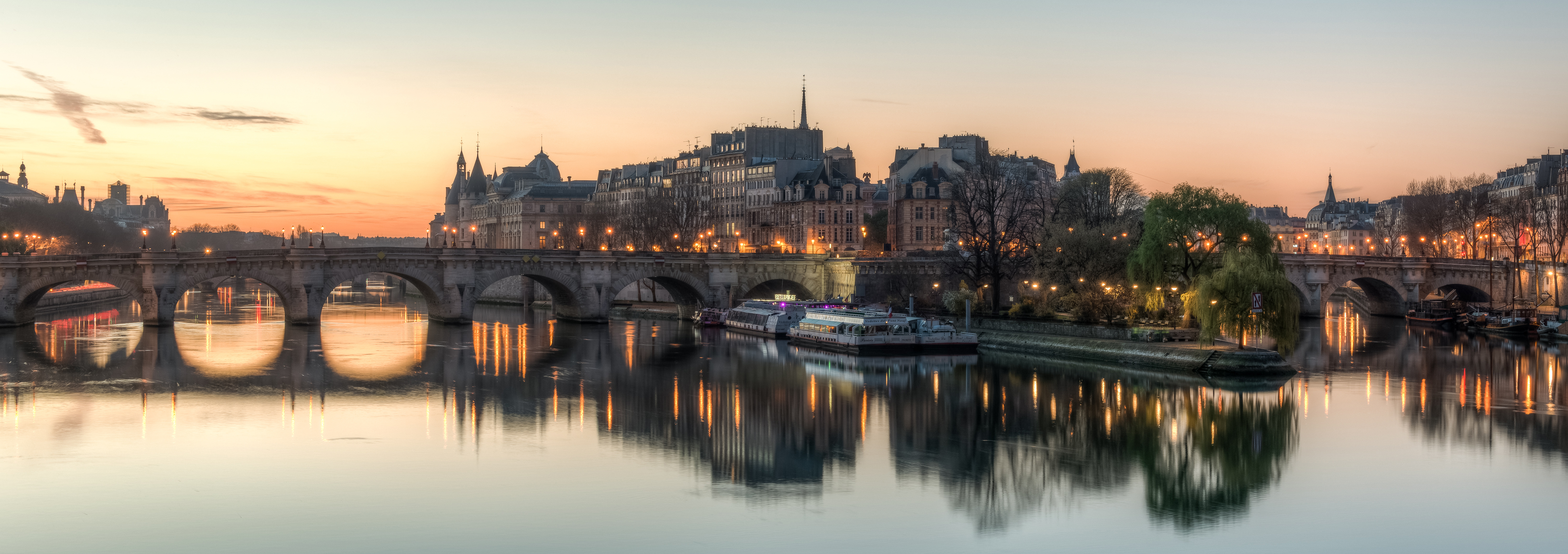
日の出直前のポンデザール（西側（セーヌ川下流）からのシテ島の眺め

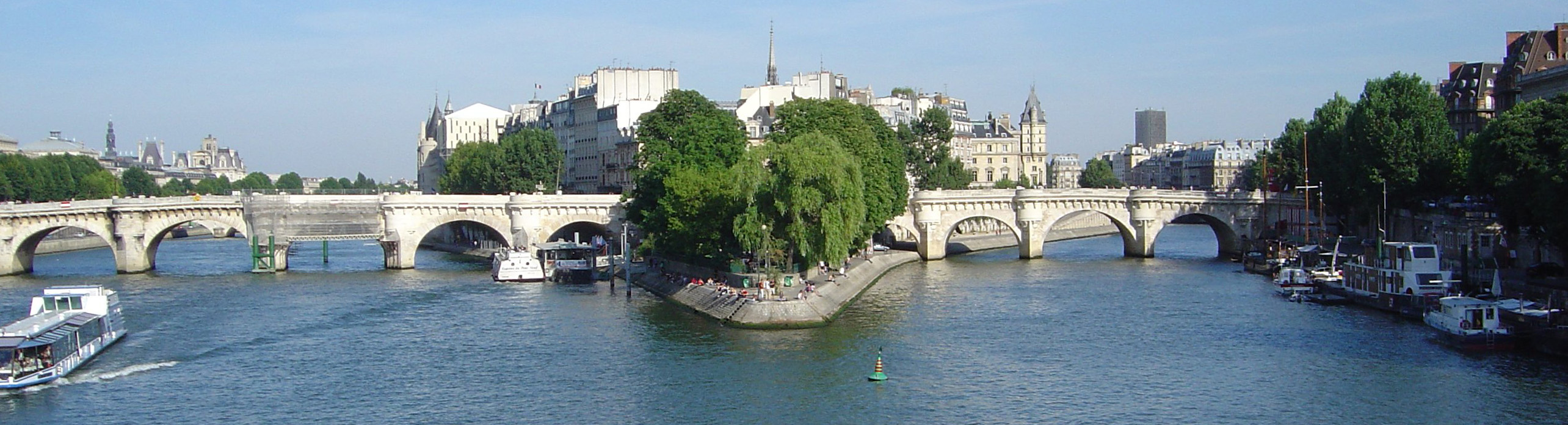
ポンデザールからシテ島を臨む

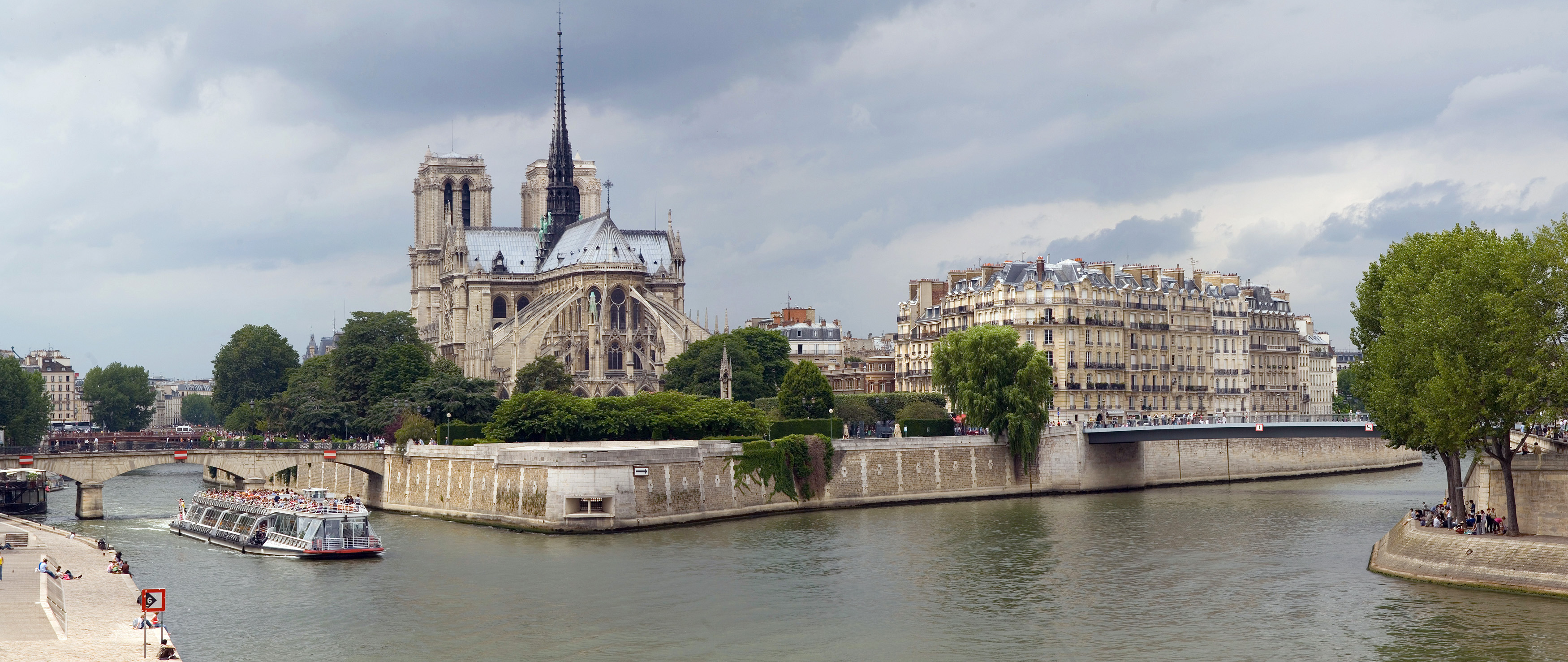
シテ島のノートルダム大聖堂（セーヌ川上流からの眺め）

## 歴史ギャラリー

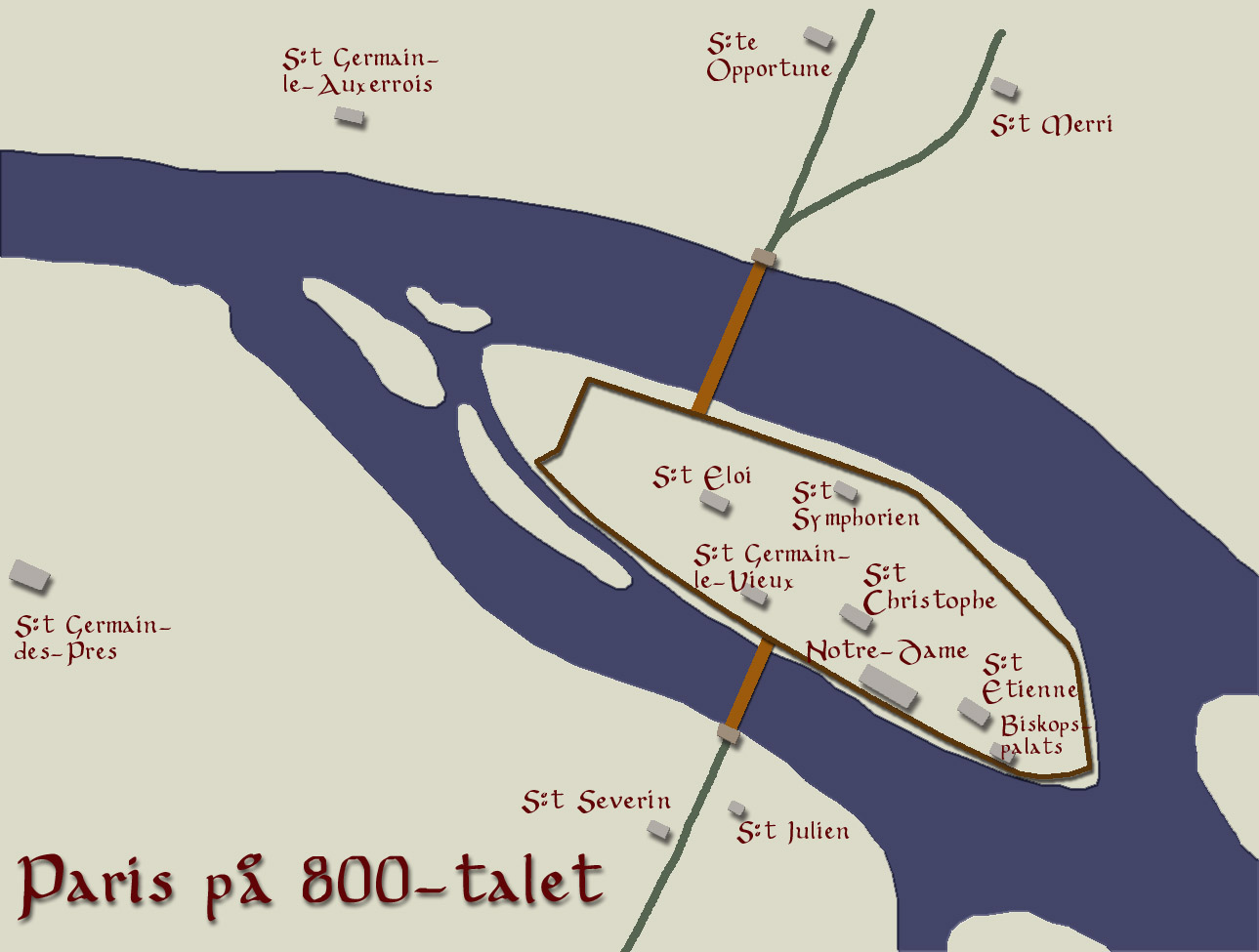
9世紀のシテ島の地図
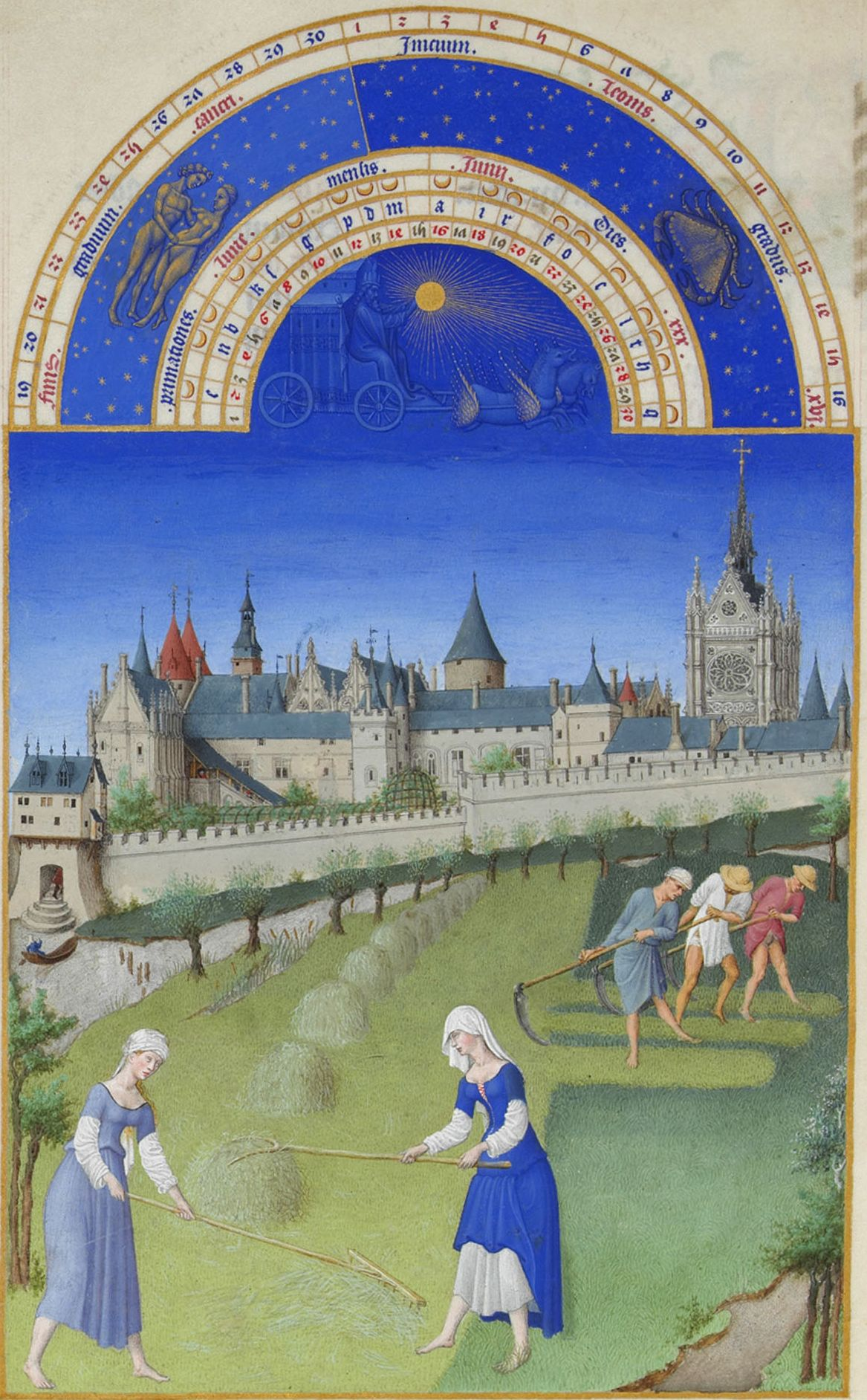
14世紀のシテ宮（現在のパレ・ド・ジュスティス）
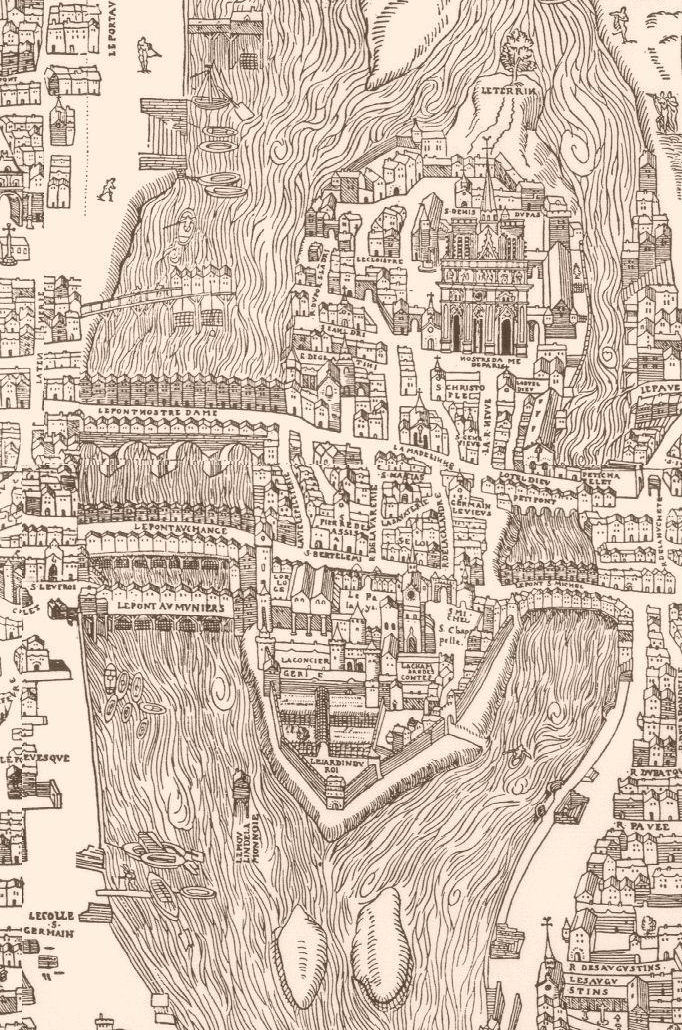
1550年のシテ島
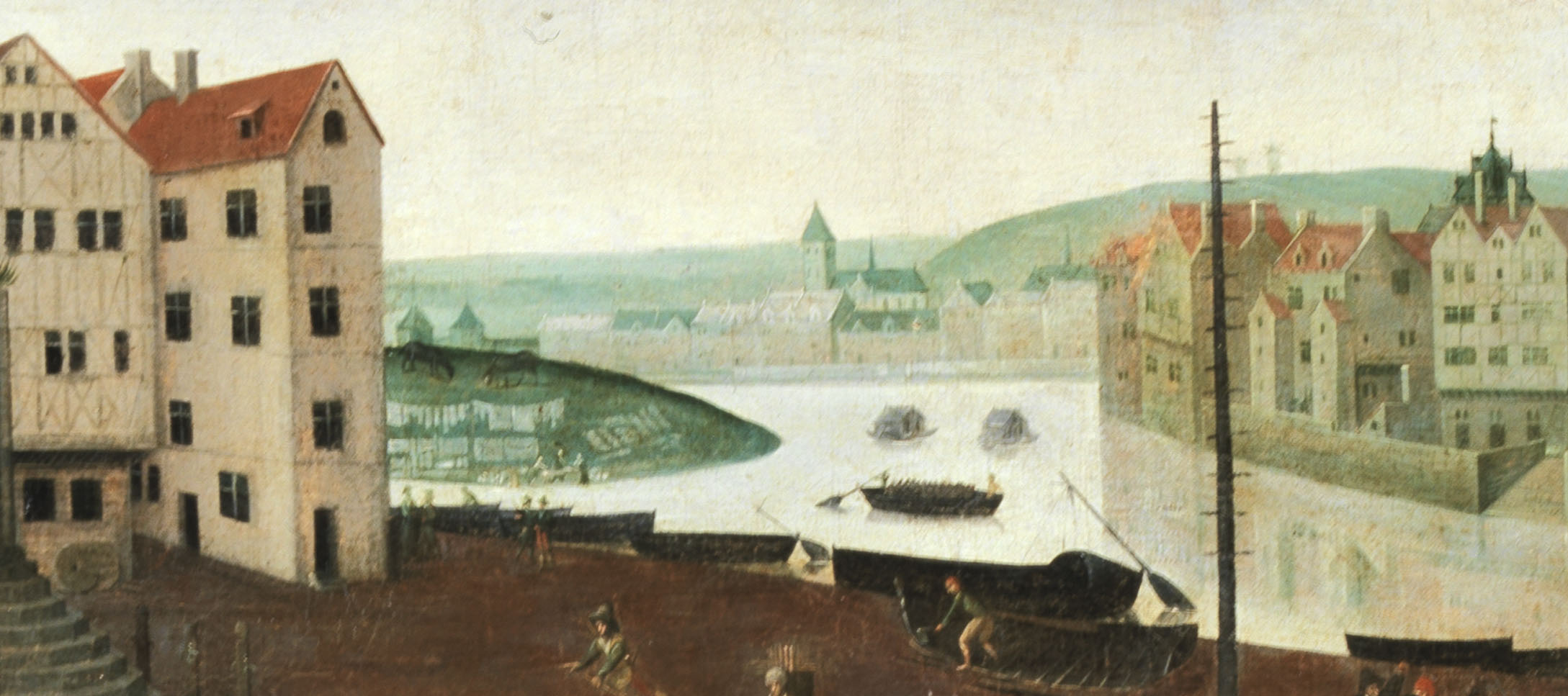
1590年または1593年のシテ島（右側）。この頃には既に相当都市化が進んでいた。この絵画はカルナヴァレ博物館に収蔵されている。
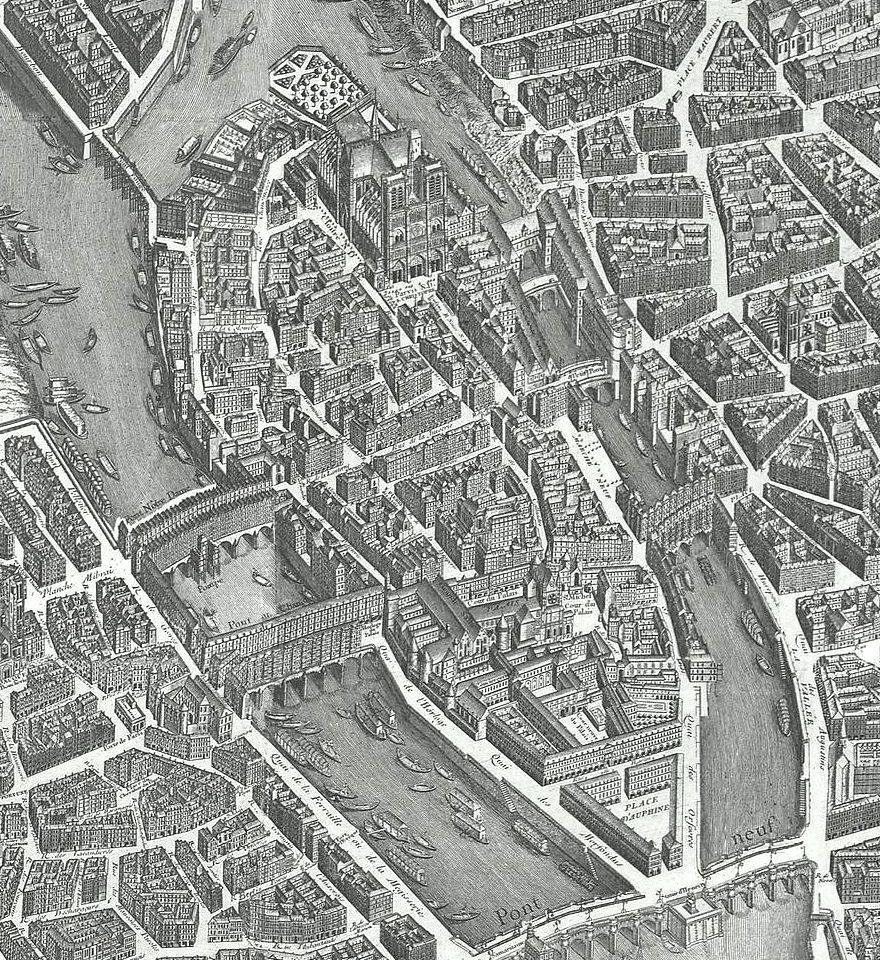
1739年頃のシテ島
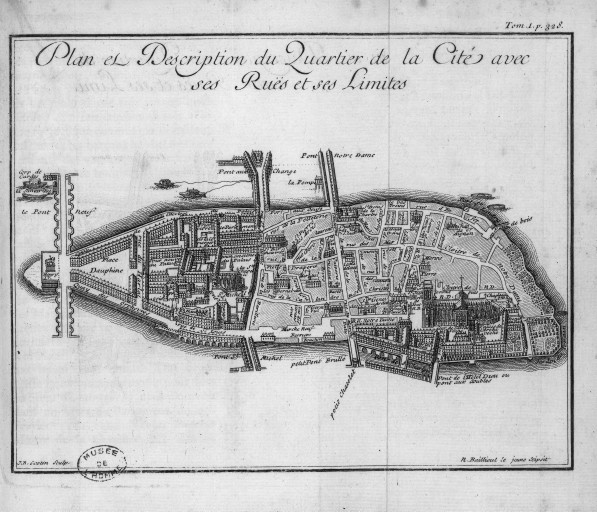
18世紀のシテ島
現在のシテ島

## 名所
以下の3つの中世建築物が、今もなおシテ島に残されている。
- ノートルダム大聖堂
- サント・シャペル
- コンシェルジュリー

## シテ島の交通

### 橋
シテ島は、セーヌ川右岸（北側）とは4本、左岸（南側）とは5本、隣のサン=ルイ島とは1本の橋で接続されている。このうち最も古い橋が島の西端に架かるポンヌフ（“新しい橋”の意）で、シテ島に架かる橋として唯一、右岸から左岸へと渡る一本の橋となっている。
- ポンヌフ
- シャンジュ橋
- ノートルダム橋
- サン=ルイ橋
- ドゥブル橋
- アルシュヴェシェ橋
- プティ・ポン
- サン・ミッシェル橋
- アルコル橋

### 鉄道
- メトロ

4号線
シテ駅
- RER

B線・C線
サン=ミッシェル=ノートルダム駅

## ギャラリー
- ヴェール=ギャラン小公園

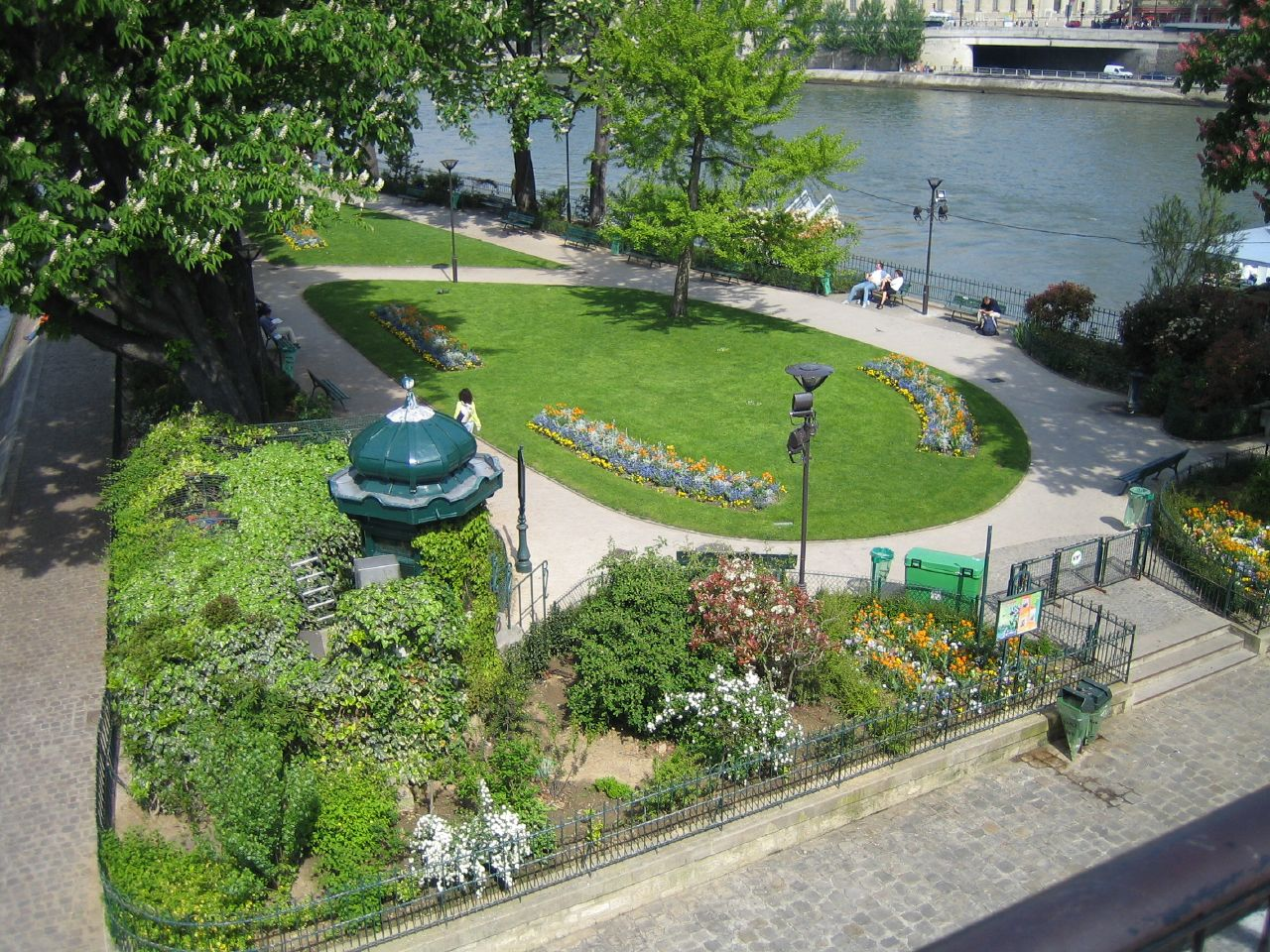
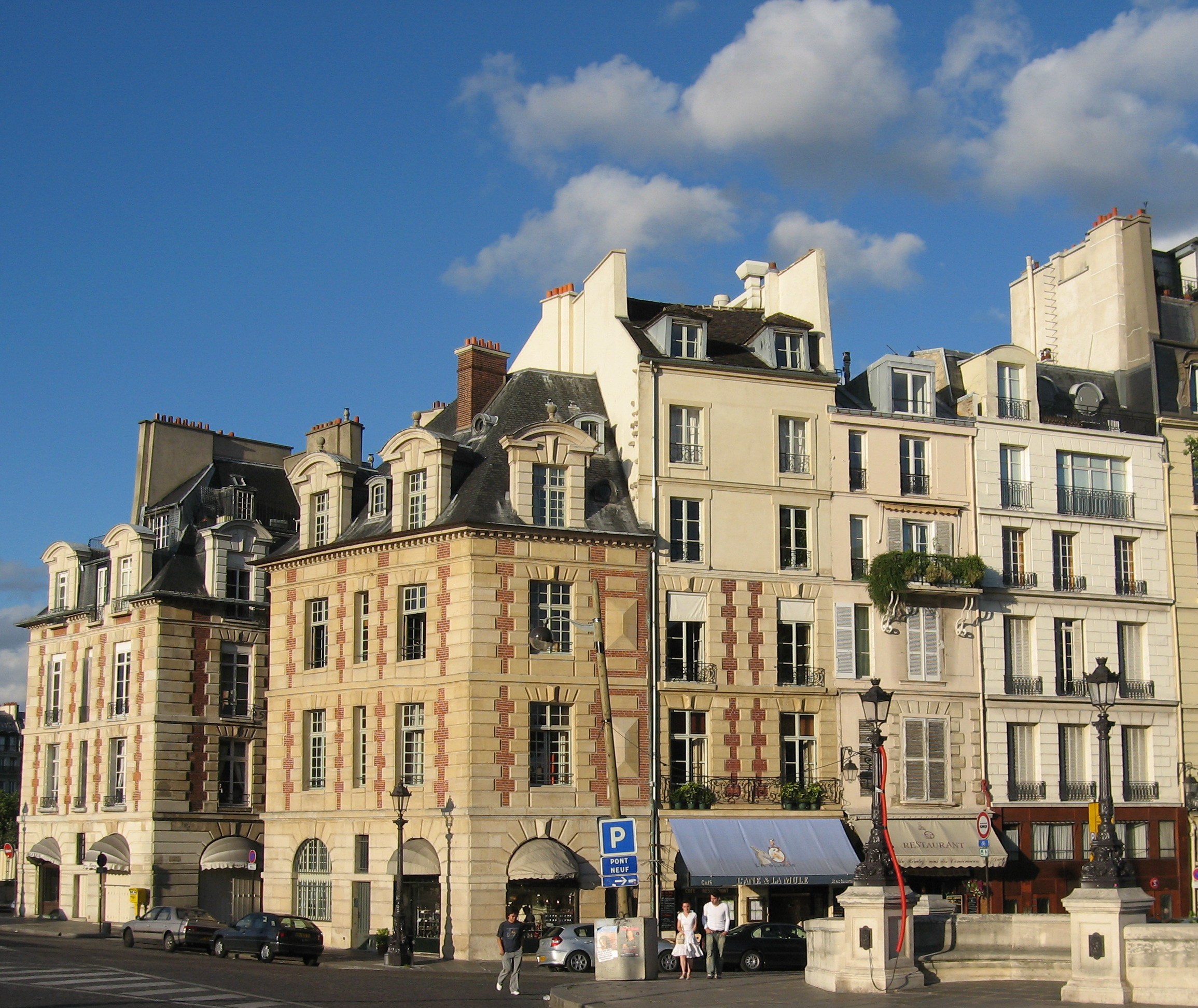
シテ島西端の建物
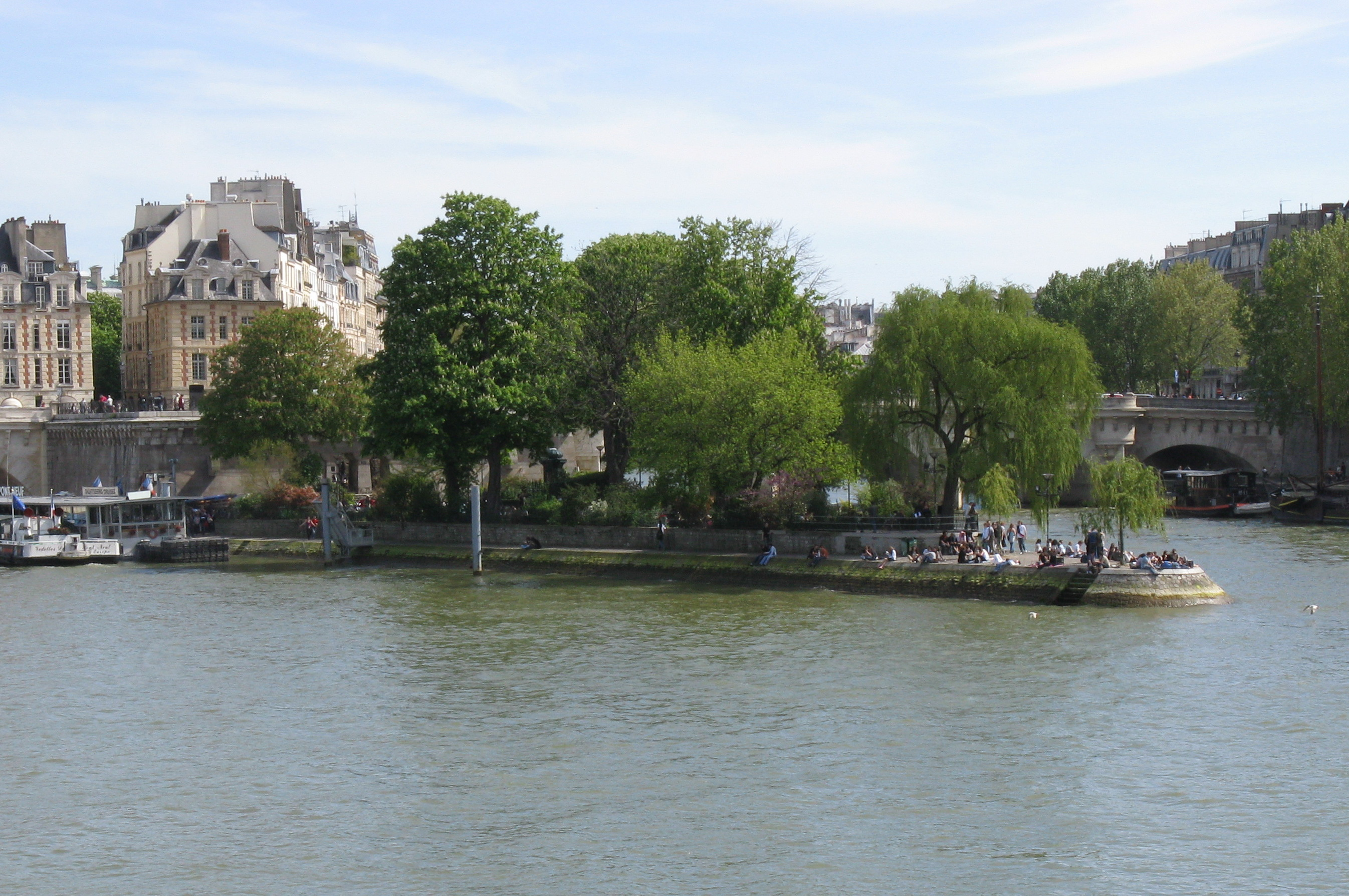

- 西端のヴェール=ギャラン小公園
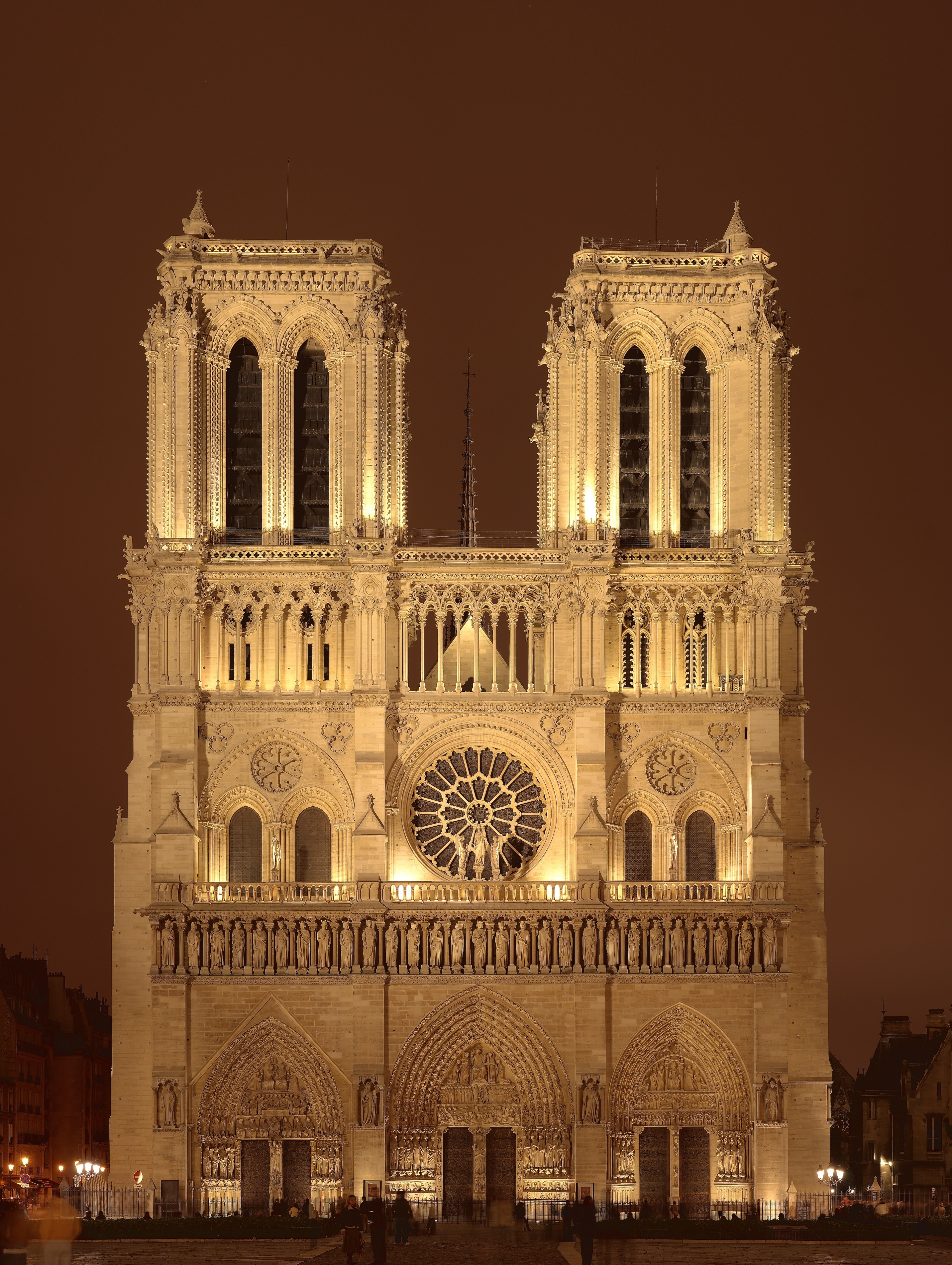
ノートルダム大聖堂
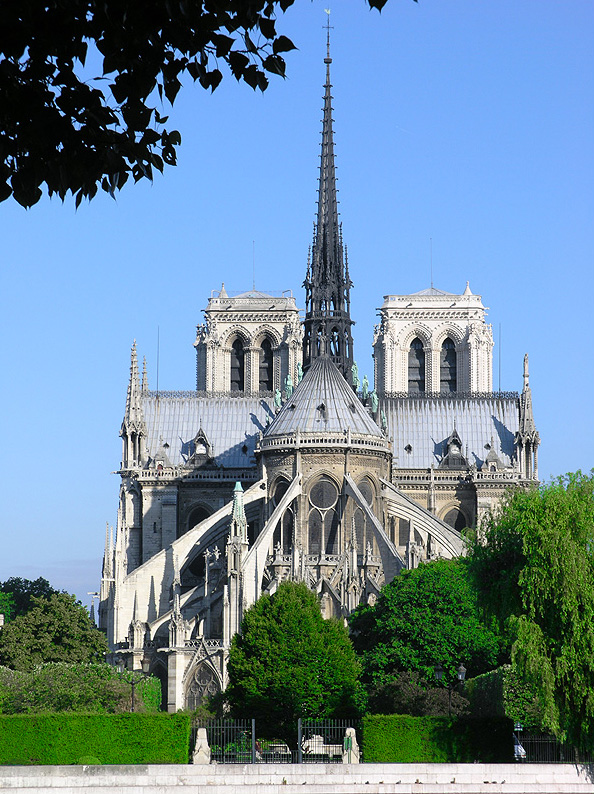
ノートルダム大聖堂
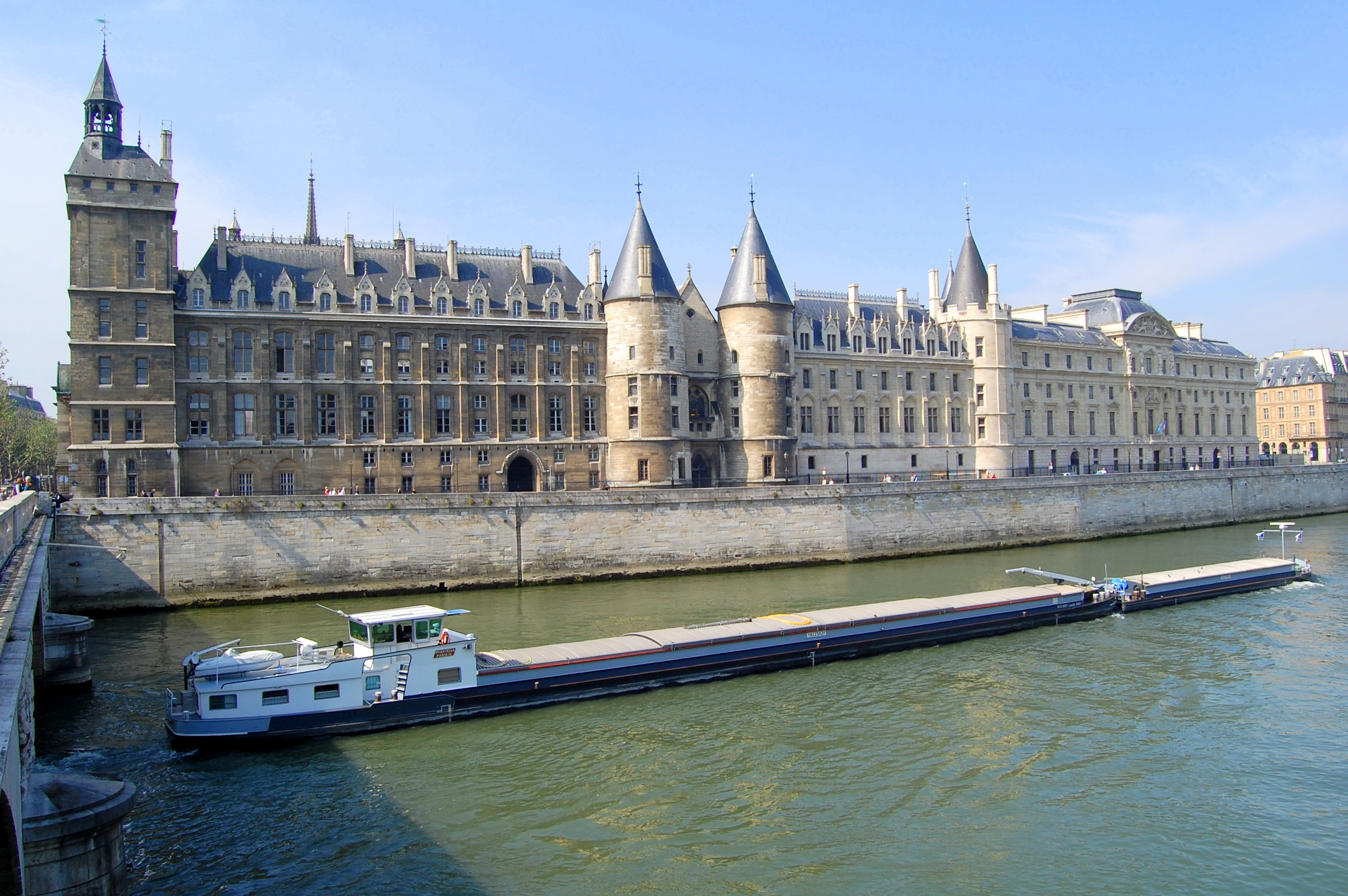
コンシェルジュリー
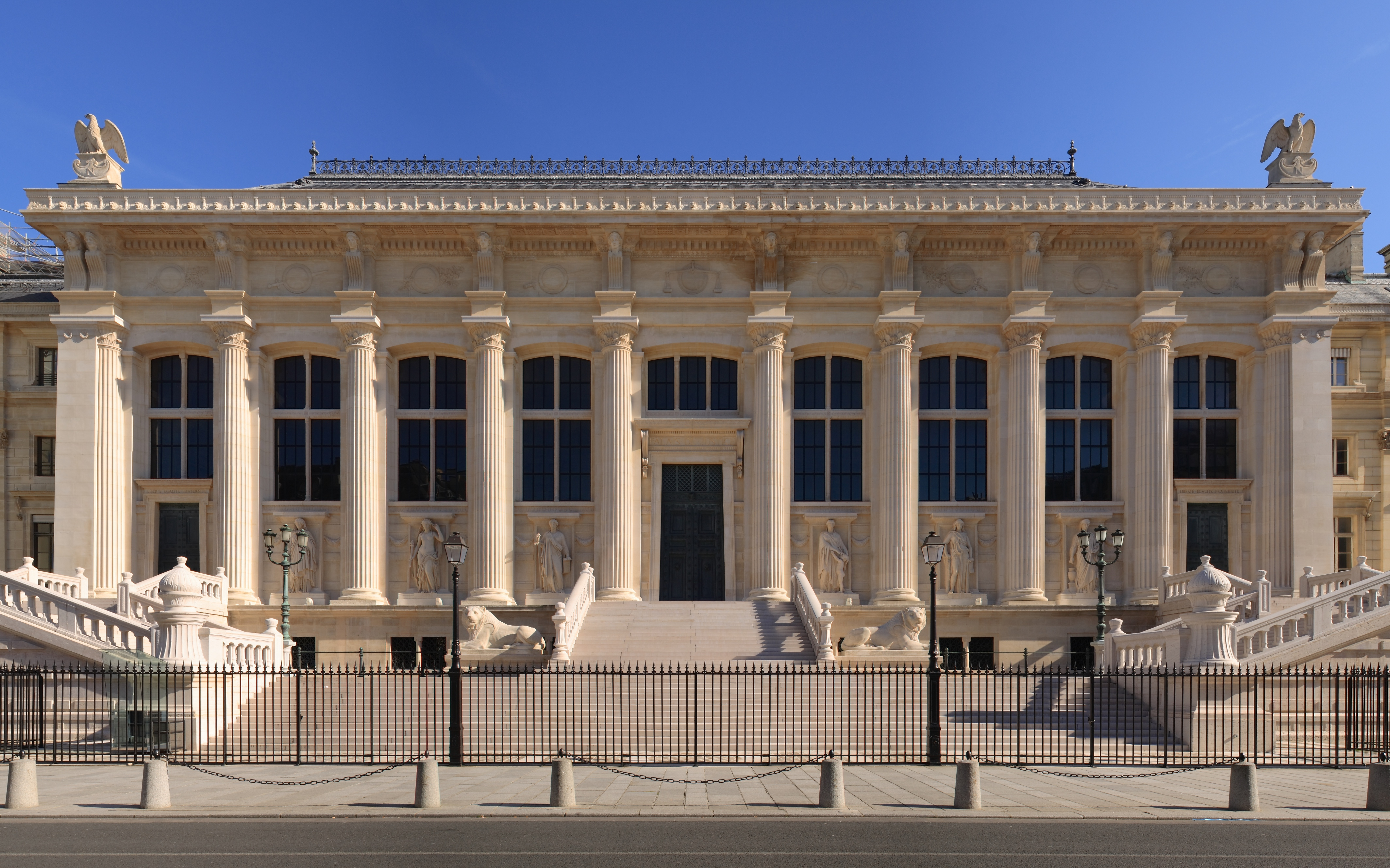
アルレー通り近くのパレ・ド・ジュスティス
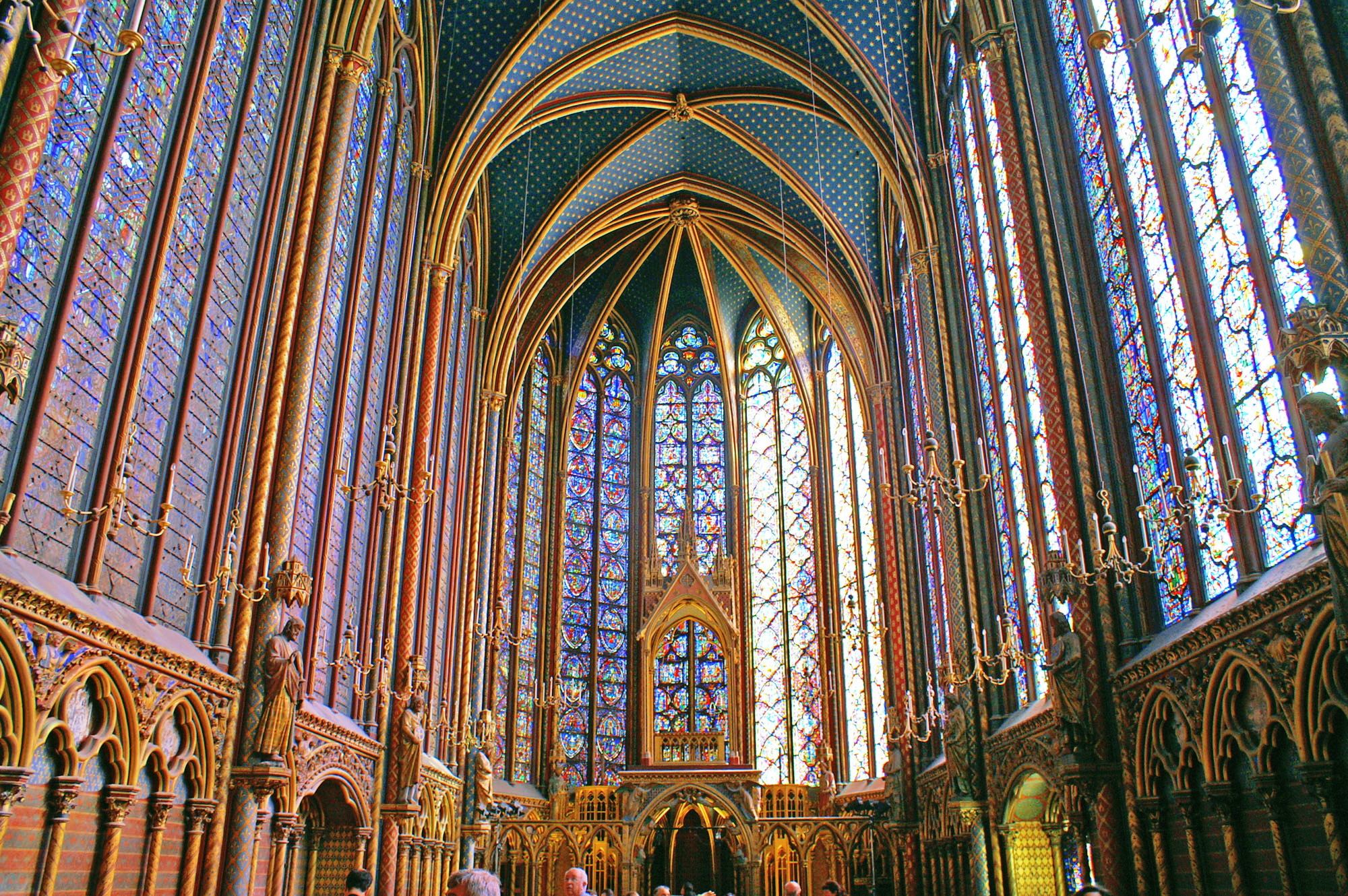
サント・シャペル内部
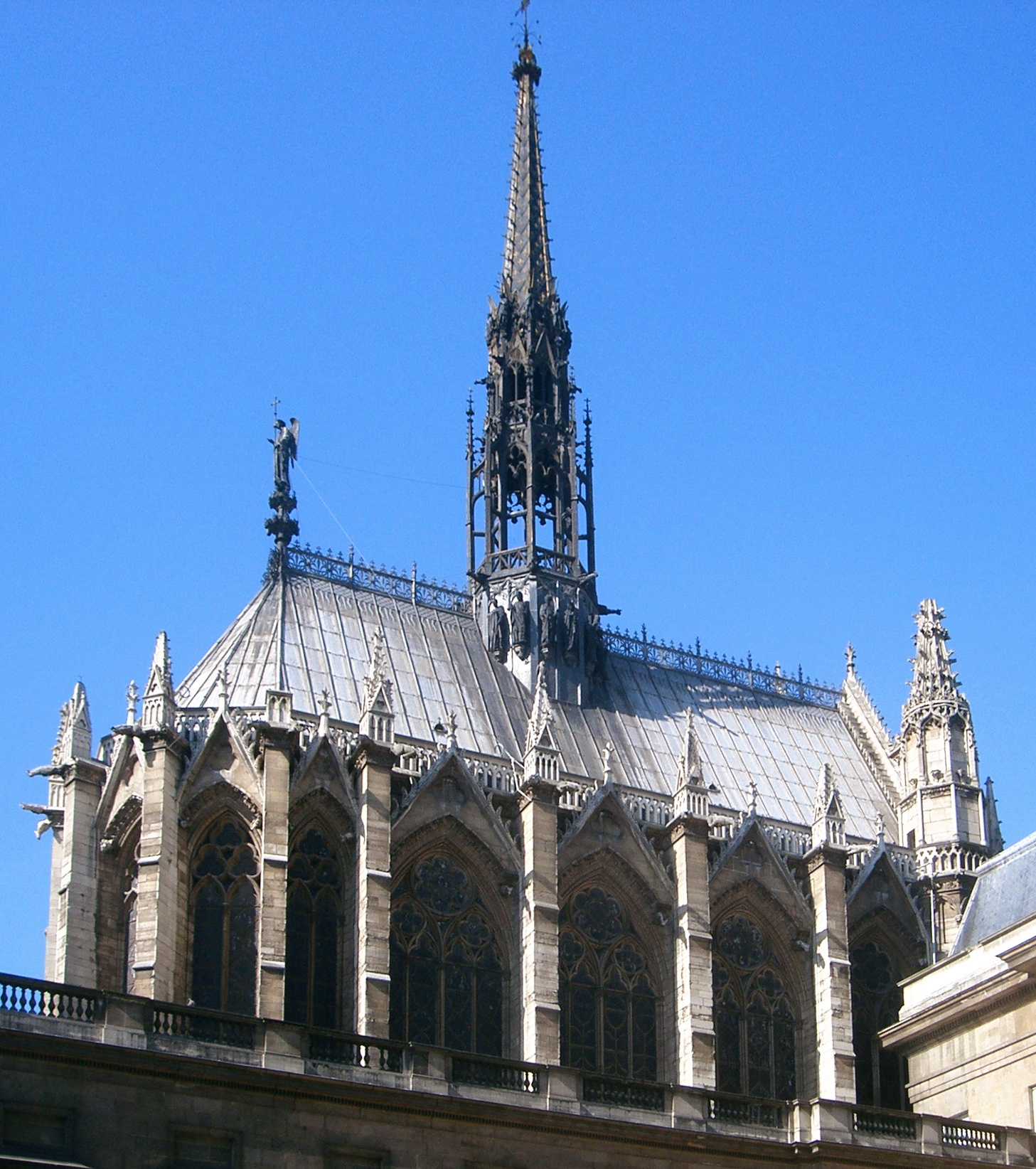
サント・シャペル
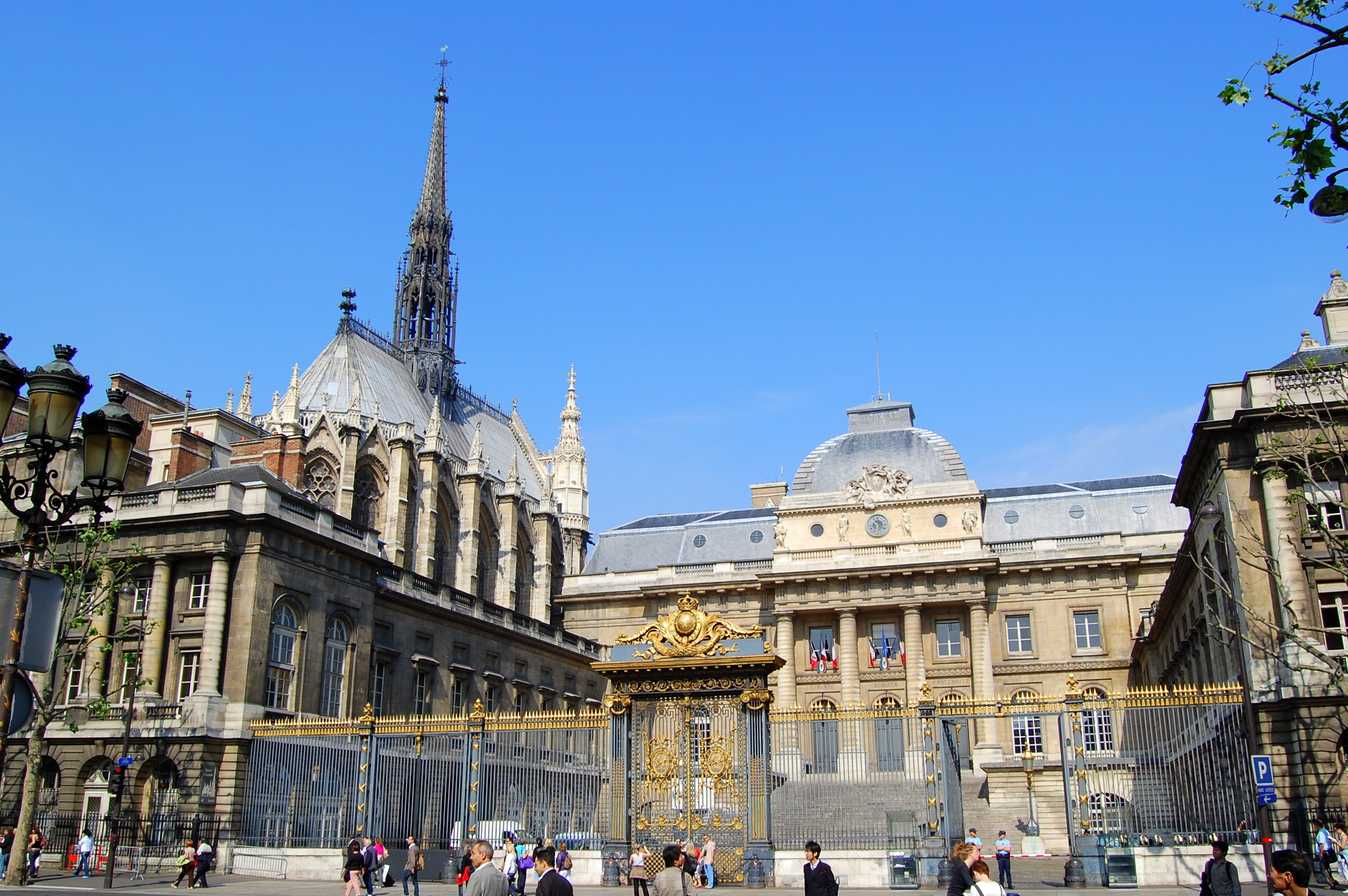
パレ・ド・ジュスティスの正面"cour du Mai"
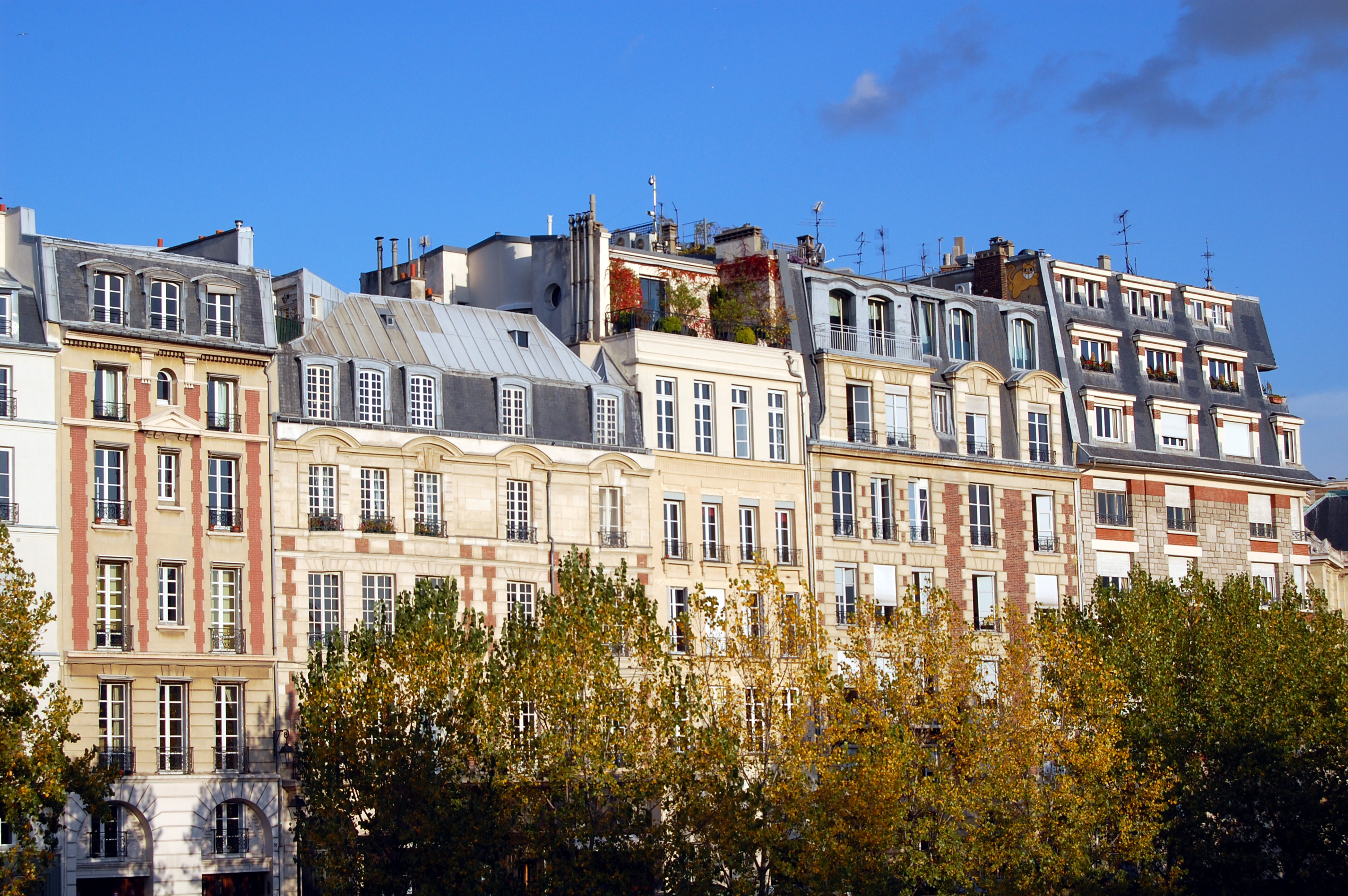
シテ島内の建物
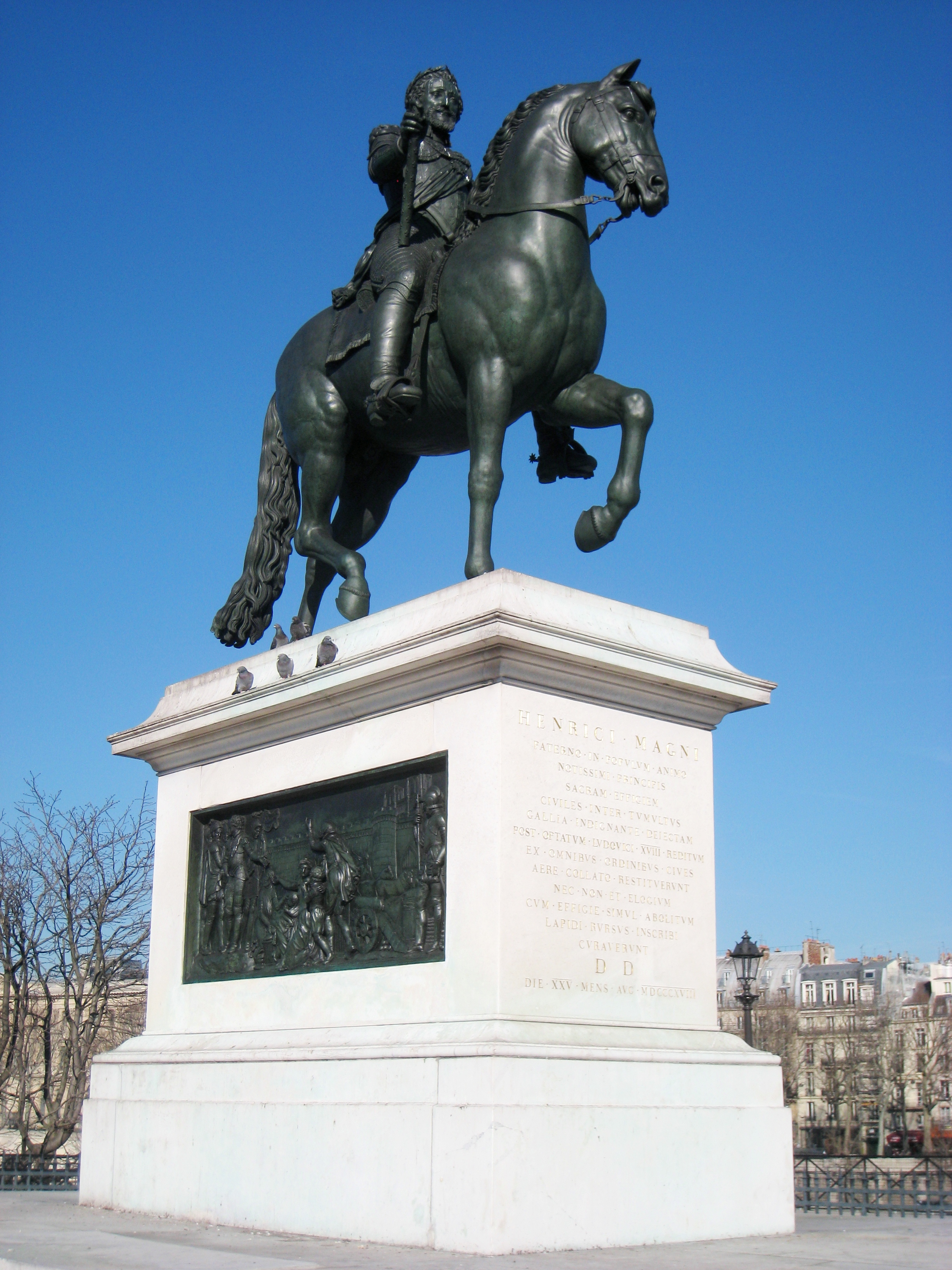
アンリ4世の銅像
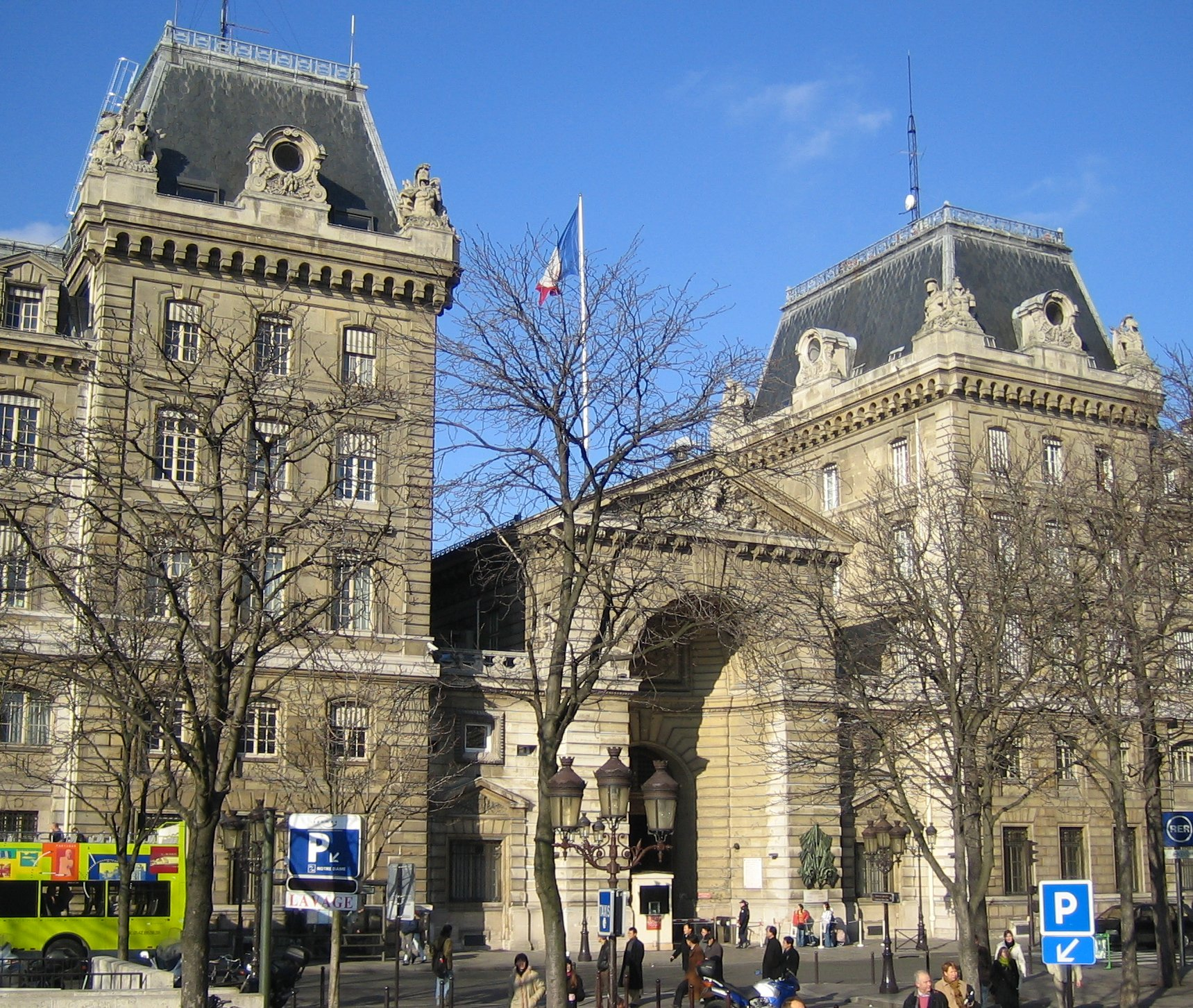
パリ警視庁
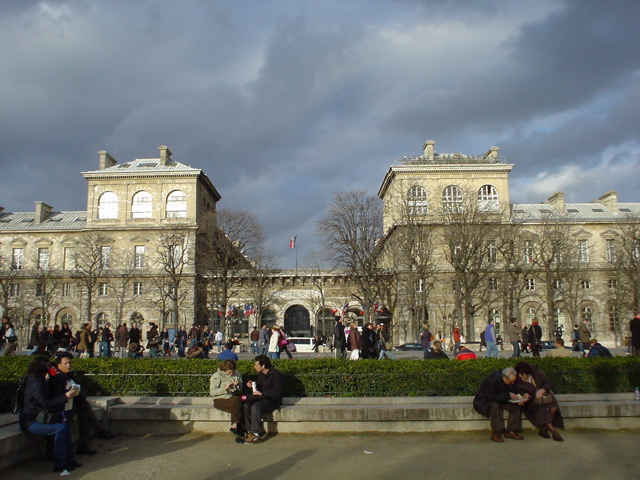
オテル・デュー・ド・パリ